# Múscul estiloglòs
El múscul estiloglòs (musculus styloglossus) és un múscul de la llengua prim i parell (s'estén a cada costat), que eixampla la llengua i la porta cap amunt i cap enrere. És el múscul més curt dels tres músculs estilohioidals (estilohioidal, estilofaringi, estiloglòs), i s'estén des de l'apòfisi estiloide fins a les parts laterals de la llengua.

## Origen i inserció
El múscul estiloglòs neix als costats anterior i extern de l'apòfisi estiloide de l'os temporal, prop de la seva punta, en la part més alta de la inserció del lligament estilomaxil·lar. Des del seu origen, el múscul es dirigeix obliquament cap avall i endavant, eixamplant en el seu trajecte i doblegant-se lleugerament sobre si mateix de tal manera que la seva cara anterior tendeix a fer-se externa. En aquesta direcció passa entre les artèries caròtide interna i externa.
Ja en el costat de la llengua, i immediatament per darrere del pilar anterior del vel del paladar, el múscul es divideix en tres fascicles, que segons la seva situació es distingeixen en: inferiors, mitjans i superiors. Els fascicles inferiors, oblics cap avall i endavant, s'introdueixen entre les dues porcions del múscul hioglòs i es continuen, per sota d'aquest múscul, en part amb uns feixos del múscul lingual inferior i, en part, amb els del genioglòs. Els fascicles mitjans segueixen la vora corresponent de la llengua i descriuen una lleugera corba en forma de concavitat interna. Finalment, els fascicles superiors o interns s'inclinen cap a dins i es dirigeixen horitzontalment cap al septe mitjà de la llengua, en el qual acaben per fora dels músculs interínsecs (lingual superior, lingual inferior, vertical, i transvers de la llengua).

## Relació amb altres estructures
L'estiloglòs corre per dins de la glàndula paròtide, el múscul pterigoidal intern, la mucosa lingual -que el recobreix-, i el nervi lingual. En el seu trajecte per l'espai submandibular, se situa per fora del lligament estilohioidal, el constrictor superior de la faringe i el múscul hioglòs.
Anatòmicament, existeix una regió al coll anomenada espai parafaringi, descrit amb la forma d'una piràmide, amb la base cap al crani i el vèrtex fent contacte amb la banya major de l'os hioide. Se separa de la columna cervical, cap enrere, mitjançant els músculs paravertebrals; limita cap endavant amb els feixos del múscul pterigoidal, medialment limita amb la nasofaringe per mitjà del múscul tensor del vel del paladar. És en aquest espai parafaringi on se situen els músculs estilohioidals, que juntament amb el múscul digàstric són també anomenats diafragma estiloide), incloent l'estiloglòs.

## Acció i innervació
Dirigeix la llengua cap amunt i enrere contribuint al moviment de la deglució. En conjunt, amb l'acció del múscul homòleg del costat oposat, tendeix a situar la llengua amb força contra el vel del paladar.
Igual que la resta dels músculs de la llengua, l'estiloglòs és innervat pel nervi hipoglòs, provinent del nervi cranial XII. La irrigació sanguínia va a càrrec de l'artèria lingual, una branca de l'artèria caròtide externa, i de la vena lingual que drena en la vena jugular interna per mitjà de la vena tirolinguofaringofacial.

## Imatges

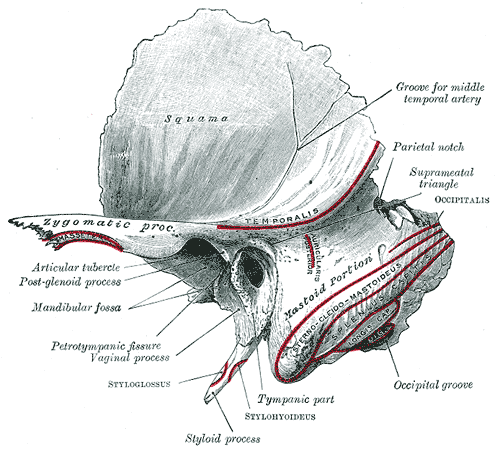
Os temporal esquerre (superfície externa).
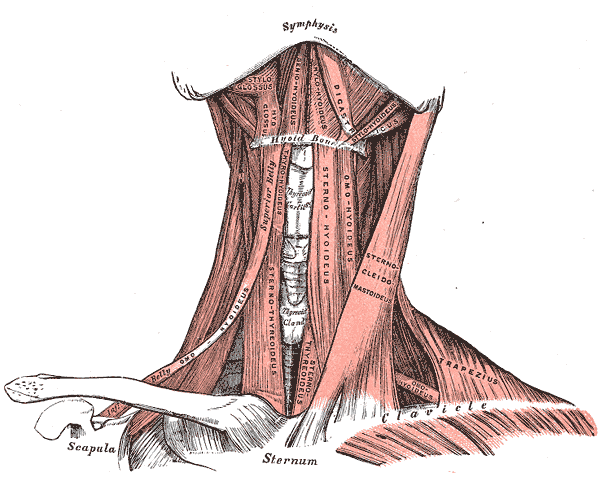
Músculs del coll (vista anterior).
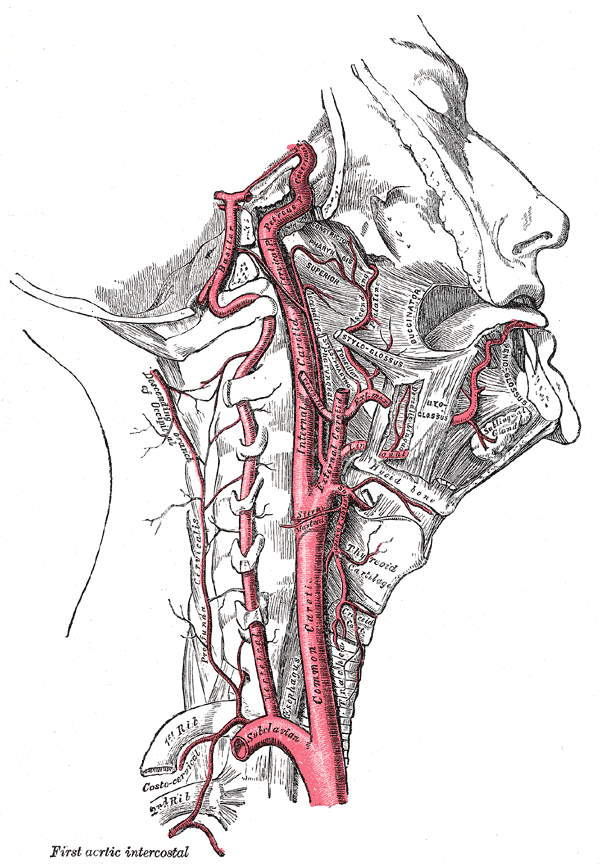
La caròtide interna i les artèries vertebrals (costat dret).
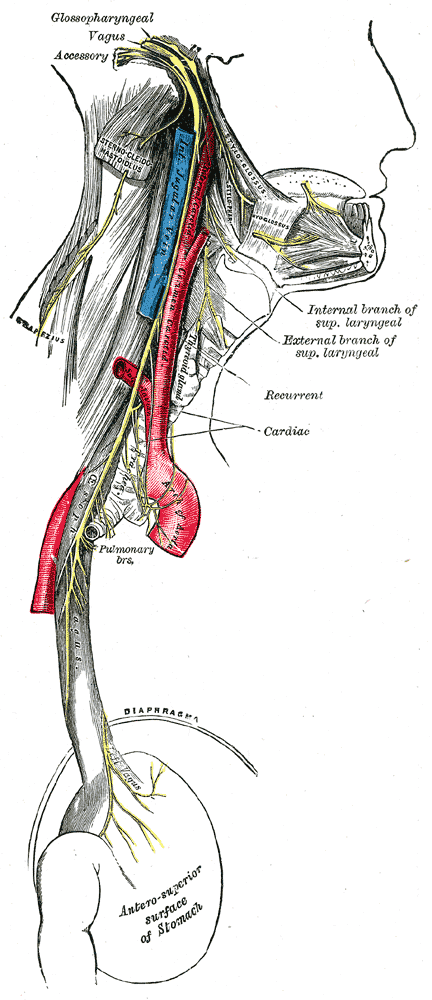
Curs i distribució dels nervis glossofaringi, vague i accessori.